# Parafia Najświętszej Maryi Panny Fatimskiej w Oleśnicy
Parafia Najświętszej Maryi Panny Fatimskiej w Oleśnicy – znajduje się w dekanacie Oleśnica zachód w archidiecezji wrocławskiej. Jej proboszczem jest ks. Jan Kudlik. Obsługiwana przez kapłanów archidiecezjalnych. Erygowana w 2009. Do czasu oddania do użytku kościoła, siedziba parafii znajduje się przy Placu Fatimskim 1 w Oleśnicy.